# Paso Lagarto, Oaxaca
Paso Lagarto är en ort i Mexiko.   Den ligger i kommunen Santa María Tonameca och delstaten Oaxaca, i den sydöstra delen av landet, 500 km sydost om huvudstaden Mexico City. Paso Lagarto ligger 35 meter över havet och antalet invånare är 158.
Terrängen runt Paso Lagarto är kuperad norrut, men söderut är den platt. Paso Lagarto ligger nere i en dal.  Närmaste större samhälle är San Pedro Pochutla, 9,5 km öster om Paso Lagarto. 